# 協約國
協約國或条约国（Entente Powers）又称盟国（英語：Allies）主要由法國、英國、俄羅斯、義大利和美國組成，在第一次世界大戰與同盟國對敵，最终取得了一战的胜利召开巴黎和会，并成为国际联盟的主要前身。

## 参与国家
- 法蘭西共和國（République Française）包括法国殖民地，1914年8月3日德意志帝國對其宣戰。8月13日對奧匈帝國宣戰。11月5日对鄂圖曼土耳其帝國宣战。1915年11月15日对保加利亞王國宣战。
- 大英帝国（大不列颠及爱尔兰联合王国）（British Empire）1914年8月4日對德意志帝國宣戰。8月12日對奧匈帝國宣戰。11月5日对鄂圖曼土耳其帝國宣战。1915年11月15日对保加利亞王國宣战。
  -  大不列颠及爱尔兰联合王国（United Kingdom of Great Britain and Ireland）
  -  大英帝國自治領
    -  英属澳大利亚（澳大利亞聯邦）（Commonwealth of Australia）
    -  英属加拿大（加拿大自治領）（Dominion of Canada）
    -  英属印度（印度帝國）（Indian Empire）
    -  英属新西兰（新西兰自治領）（Dominion of New Zealand）
    -  英属紐芬蘭（紐芬蘭自治領）（Dominion of Newfoundland）
    -  英属南非（南非聯邦）（Union of South Africa）
- 俄罗斯帝国（Российская империя）1914年7月30日援助塞國，對奧匈宣戰。8月1日被德意志帝國宣戰。8月6日被奧匈帝國宣戰。11月1日对鄂圖曼土耳其帝國宣战。1915年11月19日对保加利亞王國宣战。1917年2月退出。
- 意大利王国（Regno d'Italia）1915年5月23日對奧匈帝國宣戰。8月21日对鄂圖曼土耳其帝國宣战。11月19日对保加利亚王國宣战。1916年8月28日对德意志帝国宣战。
- 美利堅合眾國（United States of America）1917年4月6日對德意志帝國宣戰。12月7日對奧匈帝國宣戰。
- 塞爾維亞王國（Краљевина Србија/Kraljevina Srbija）1914年7月28日奧匈帝國對其宣戰。1915年11月16日对保加利亞王國宣战。
- 中華民國北京政府 1917年（民國六年）8月14日中國北京政府对德意志帝國、奧匈帝國宣战（並沒有向保加利亞及鄂圖曼帝國宣戰）。
- 羅馬尼亞王國（Regatul României）1916年8月27日對奧匈帝國宣戰。
- 比利時王國（Keunienkryk België/Royåme di Beldjike/Königreich Belgien）包括比利時殖民地。1914年8月4日被德意志帝國入侵。
- 大日本帝国 1914年（大正三年）8月23日對德意志帝國宣戰，稱為日德戰爭（日语：日独戦争）（青岛战役）。1914年8月25日日本對奧匈帝國宣戰。
- 希臘王國（Βασίλειον της Ελλάδος）1917年7月2日對德意志帝國、奧匈帝國宣戰。
- 蒙特內哥羅王國（Краљевина Црнa Горa/Kraljevina Crna Gora）
- 葡萄牙共和國（República Portuguesa）與其殖民地1916年3月9日被德意志帝國宣戰。
- 汉志王国（الحجاز‎，al-Ḥiǧāz）西元1916年至1918年期間參戰。

## 支援国家
- 安道爾公國
- 亞美尼亞民主共和國（1918年）
- 玻利維亞共和國
- 巴西聯邦共和國（1917年）
- 哥斯大黎加共和國
- 古巴共和国
- 捷克斯洛伐克共和國（1918年）
- 厄瓜多共和國
- 瓜地馬拉共和國
- 賴比瑞亞共和國
- 海地共和國（1915年開始受 美国佔領）
- 宏都拉斯共和國
- 尼加拉瓜共和國
- 巴拿馬共和國
- 祕魯共和國
- 聖馬利諾共和國
- 暹羅王國（今 泰國）
- 烏拉圭共和國

## 參看
- 三國協約
- 同盟國 (第一次世界大戰)
- 第一次世界大戰參戰國列表